# Галина
Галина (грец. Γαλήνη — спокій, тиша, штиль на морі) — жіноче ім'я грецького походження. Поширене в Східній Європі, зокрема в Україні. Ім'я імовірно набуло поширення завдяки подібності його скорочення (Галя) і імені Гелена (Геля), латинського варіанту імені Олена.

## Іменини
- За православним календарем — 10 березня і 16 квітня (обидва — свята мучениця Галина Коринфська)[1].

## У піснях
- «Несе Галя воду».
- «Їхали козаки із Дону додому, Підманули Галю, — забрали з собою».